# Girencéfalo

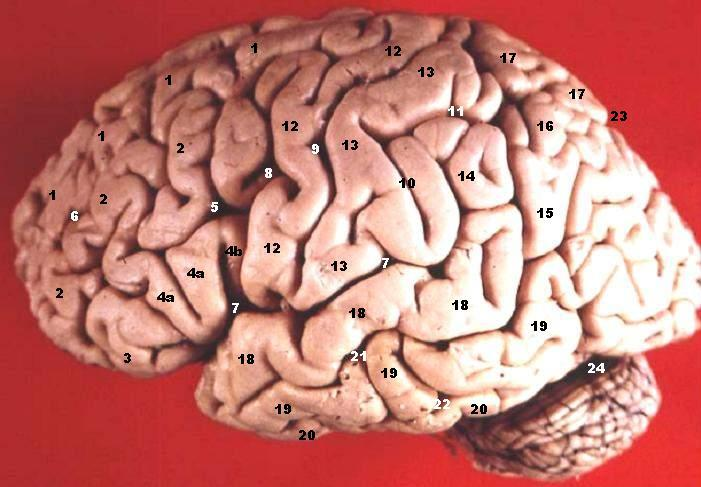
Córtex humano, com suas circunvoluções

Girencéfalo é o nome que, em anatomia, dá-se ao cérebro cujo córtex apresenta-se com inúmeros sulcos e circunvoluções.
O girencéfalo ocorre na maioria dos mamíferos e das aves; mamíferos primitivos não possuem cérebros desenvolvidos, como é o caso dos roedores, que possuem lisencéfalo.
O ser humano possui lisencéfalo até o terceiro mês da gestação, quando então o córtex começa a formar as dobras que ampliaram sua área de superfície e concentrarão o maior número de neurônios.
Quando animais girencefálicos não desenvolvem as circunvoluções corticais ocorre a anomalia denominada lisencefalia.